# بيانكا بازاليو
بيانكا بازاليو (بالرومانية: Bianca Bazaliu)‏ مواليد 30 يوليو 1997 في رومانيا، هي لاعبة كرة يد رومانية تلعب كظهير أيسر. مثلت منتخب رومانيا لكرة اليد للسيدات.

## الإنجازات
- الدوري الروماني لكرة اليد للسيدات:
  - الفوز: 2014–15
- بطولة العالم لكرة اليد للسيدات شباب:
  - الميدالية الذهبية: 2014

## روابط خارجية
- بيانكا بازاليو على موقع الاتحاد الأوروبي لكرة اليد (الإنجليزية)